# Pajares (Guadalajara)
Pajares es una localidad española, pedanía del municipio guadalajareño de Brihuega, en la comunidad autónoma de Castilla-La Mancha. Está situada en lo hondo del valle que forma el arroyo de Pajares, afluente del río Tajuña por la izquierda.

## Historia
A mediados del siglo XIX, el lugar, por entonces con ayuntamiento propio, contaba con una población censada de 228 habitantes. La localidad aparece descrita en el decimosegundo volumen del Diccionario geográfico-estadístico-histórico de España y sus posesiones de Ultramar de Pascual Madoz de la siguiente manera:

PAJARES: v. con ayunt. en la prov. de Guadalajara (15 leg.), part. jud. de Brihuega (1), aud. terr. de Madrid (15), c. g. de Castilla la Nueva, dióc. de Toledo (27). sit. en un hondo, rodeada de cerros que le resguardan del embate de ios vientos; su clima es templado, y las enfermedades mas comunes tercianas y reumas. Tiene 80 casas; la consistorial; una posada; un pósito nacional con 20 fan. de trigo; escuela de instruccion primaria frecuentada por 17 alumnos, á cargo de un maestro dotado con 600 rs.; una fuente de abundantes y buenas aguas; una igl. parr. (La Purísima Concepcion; servida por un cura y un sacristan. térm.: confina con los de Castilmimbre, Brihuega y Romancos; dentro de él se encuentran 2 ermitas (El Dulce nombre de Jesús y San Roque). El terreno, quebrado en lo general, participa de secano y regadío, recibiendo este beneficio de un arroyo que va a desaguar al Tajuña: comprende 4 montes de canuto bajo de chaparro y roble; la parte de vega es de buena calidad, y el secano pedregoso y de poca miga. caminos: los locales, de herradura, en buen estado. correo: se recibe y despacha en la cab. del part. prod.: cereales, aceite, vino , hortalizas, algunas frutas, leñas de combusble y carboneo; buenos pastos, con los que se mantiene ganado lanar, cabrio, vacuno, mular y asnal; hay caza de venados, corzos, perdices, liebres, conejos y de animales dañinos, lobos y zorras. ind.: la agrícola, el carboneo y 2 molinos, uno harinero y otro aceitero. comercio: esportacion del sobrante de frutos, carbon y algun ganado, é importacion de los art. que faltan. pobl.: 42 vec., 228 alm. cap. prod.: 755,500 rs. imp.: 60,400. contr.: 4,170.
(Madoz, 1848, pp. 516-517)

En 1970 el municipio de Pajares desapareció, al ser incorporado al de Brihuega.

## Demografía
| Gráfica de evolución demográfica de Pajares entre 1842 y 1960 |
| |
| Población de derecho según los censos de población del INE Población de hecho según los censos de población del INEEntre el censo de 1970 y el anterior, este municipio desaparece porque se integra en el municipio Brihuega |

## Monumentos
Su principal monumento es la iglesia parroquial del siglo XVI, un lagar a la entrada del pueblo a la sombra de una chopera y la antigua ermita de San Roque. Se pueden ver en la plaza los restos de una fuente denominada La Marina, construida durante la segunda república, es uno de los pocos restos que quedan en España de estética del realismo socialista.

## Fiestas
Las fiestas son por tradición la tercera semana de agosto, en honor al Cristo de Pajares, que sale en procesión de la iglesia el domingo.